# Мозг на пенсии. Научный взгляд на преклонный возраст
«Мозг на пенсии. Научный взгляд на преклонный возраст» (нидерл. De ontwikkeling van onze hersenen na ons vijftigste)- это научно-популярная книга нидерландского нейробиолога Андре Алемана, впервые опубликованная в Нидерландах в 2012 году. Профессор когнитивной нейропсихиатрии в Медицинском центре Гронингенского университета Андре Алеман занимается исследованием таких тем, как старение, шизофрения, суицид и депрессия.
Учёный  пишет, что даже несмотря на то, что к 80 годам объем мозга становится на 10 % меньше, эту потерю все же можно компенсировать. Позитивное мышление, поддержание социальных контактов, занятия умственным и физическим трудом, здоровое питание играют важную роль в сохранении когнитивных способностей.
Переведена на 9 языков. На русском языке книга была издана в 2016 году.

## Основное содержание
Кто из нас не хочет сохранять свой мозг в отличном состоянии на протяжении всей жизни?
В 2012 году, сообщает Андре Алеман в начале своей книги, 102-летняя Теодора Клаассен-Роос рассказала в интервью газете NRC Handelsblad о том, какую активную жизнь она ведёт: ходит на прогулки, общается с людьми, читает.

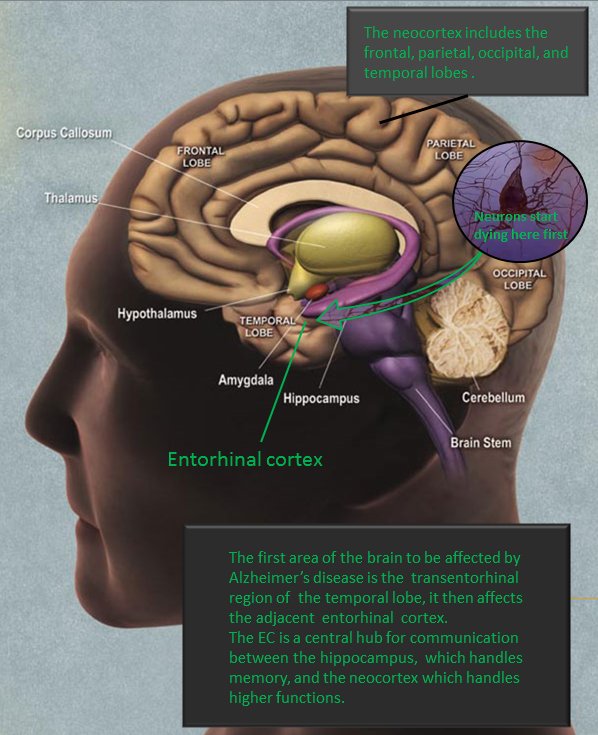
Энторинальная кора головного мозга при болезни Альцгеймера

Нейропсихолог знает, какие вопросы беспокоят читателя и обещает в доступной форме ответить на вопросы: Почему один человек и в 100 лет остается здоровым и бодрым, а у другого уже в 60 могут начаться серьезные проблемы с памятью? Кто предрасположен к болезни Альцгеймера? Как выглядит мозг 80-летнего человека? Имеет ли старый мозг какие-то преимущества перед молодым?
В своей книге автор знакомит читателей с результатами различных исследований процесса старения мозга, с историями долгожителей, предлагает выполнить задания тестов для самостоятельной оценки некоторых сторон умственных способностей (когнитивных, психических возможностей), дает практические рекомендации, призванные помочь сохранить работоспособность мозга на долгие годы.
В первой главе читатель узнает о том, как с возрастом уменьшается объем нашего мозга и меняются умственные способности. Самая важная из деградирующих способностей человека- это ухудшение скорости обработки информации начинается уже после 20 лет, но некоторые когнитивные навыки не зависят от возраста или даже улучшаются, например, общие знания и словарный запас, утверждает Алеман.
Многие замечают, что с возрастом человек становится спокойнее, уровень невротизма падает, а в 60 лет человек чувствует себя даже счастливее, чем в 20 и 40- пишет Алеман во второй главе своей книги. Исследователь называет их «успешные пожилые люди». Известно, что люди старше 70 лет, утверждает автор, могут страдать от депрессивных состояний чаще, чем другие, но при этом негативные чувства у них редко перерастают в клиническую депрессию и их можно легче вывести из этого состояния.

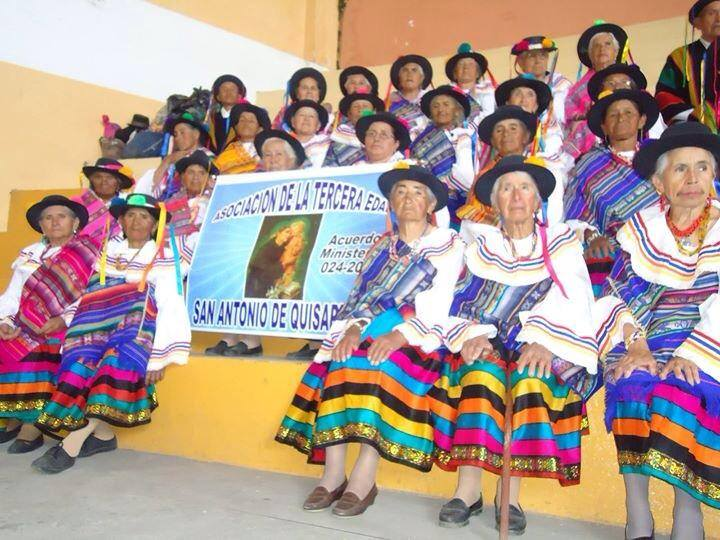
Художественная самодеятельность пожилых

В третьей главе Алеман описывает важные факты об изменении физиологии мозга с возрастом. Между 50-ю и 80-ю годами мозг становится легче на 5-10 %, а его объем уменьшается на 10 % утверждают исследователи. Уменьшение количества белого вещества приводит к замедлению мыслительного процесса. Лобная кора (играющая важную роль в планировании и организации, а также в функционировании кратковременной памяти) и гиппокамп (имеющий значение для долгосрочной памяти и хранения информации) больше всего страдают от изменений, связанных со старением. По данным исследований ученых, достижение чрезвычайно преклонного возраста не всегда сопровождается разрушением мозга, спешит успокоить читателя автор.
В следующей главе учёный предлагает нам ознакомиться с результатами исследований УКН (умеренных когнитивных нарушений) у лиц пожилого возраста и с симптомами болезни Альцгеймера, который поражает примерно 30 % лиц старше 85 лет. Когнитивные тренинги и физические упражнения помогают замедлить спад умственных способностей, связанный с УКН, но эффективных лекарственных препаратов от болезни Альцгеймера пока не существует, вынужден констатировать учёный.
Что же играет ключевую роль в процессе старения? Алеман отвечает на этот вопрос в пятой главе книги. Снижение уровней различных горомонов приводит к возникновению симптомов старения, приём гормональных препаратов, витамина В12 и омеги3 уменьшает некоторые симптомы старения, но не приводит к устранению когнитивных нарушений, предупреждает автор.

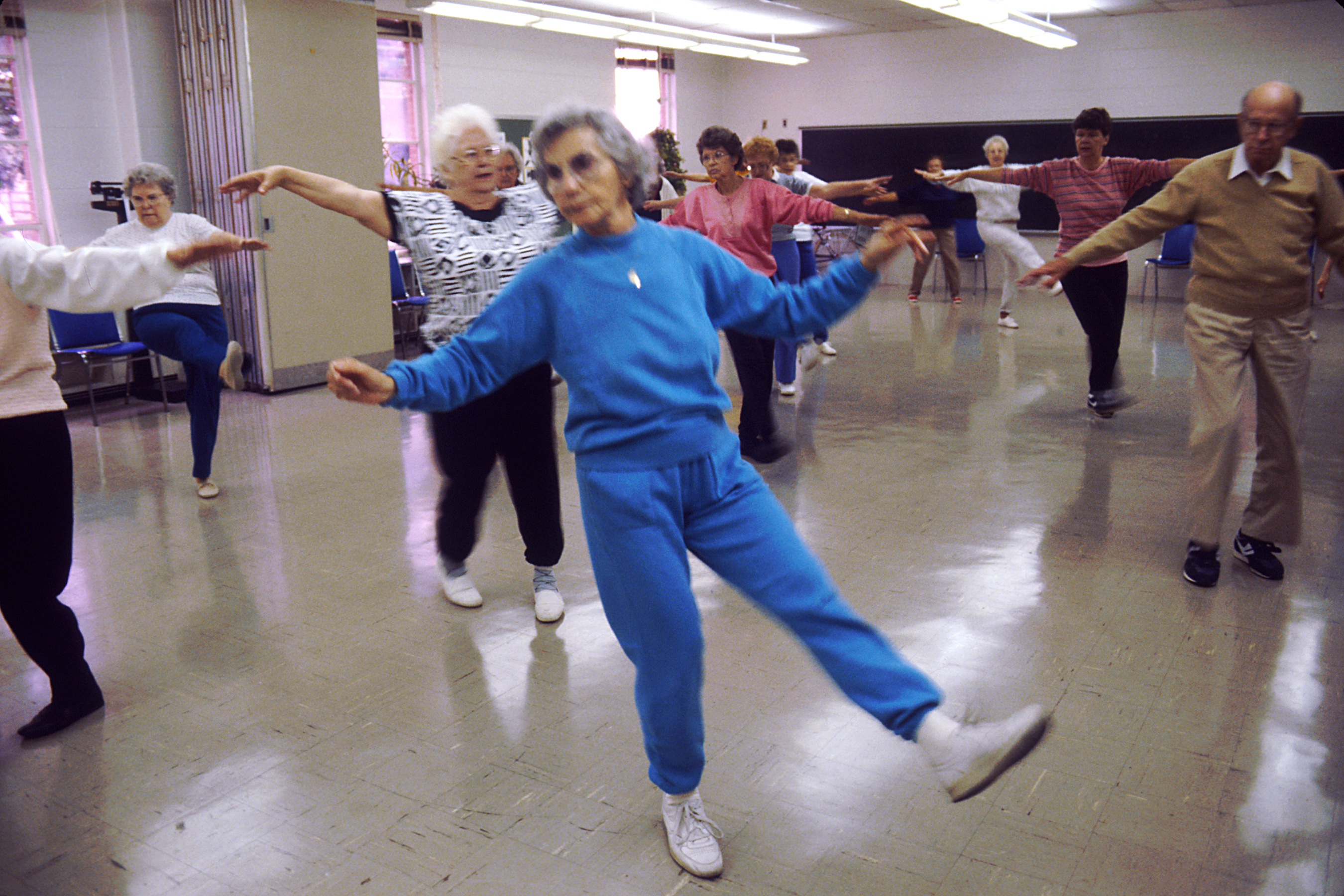
Занятие аэробикой

Умеренно интенсивные физические нагрузки улучшают когнитивную функцию (увеличивают гиппогамп), скорость обработки информации и внимание- к такому выводу пришла сотрудничавшая с Андре Алеманом Мааике Ангеварен, физиотерапевт и исследователь из университета прикладных наук в Утрехте, изучив материалы исследований различных учёных по этой теме. Алеман обращат наше внимание на то, что главными характеристиками, где было выявлено улучшение, оказались скорость обработки информации и внимание.
Позитивное мышление, поддержание социальных контактов (общение с людьми), занятия умственным и физическим трудом, здоровое и умеренное питание играют важную роль в сохранении когнитивных способностей к такому выводу подводит читателя в конце своей книги автор.
«В общем, если вы хотите сохранить свой мозг максимально здоровым, гуляйте, плавайте, катайтесь на велосипеде или занимайтесь интенсивными упражнениями по полчаса не менее трех раз в неделю. Вы получите лучшее лекарство, созданное вашим собственным телом, даже не обращаясь к врачу»
- такой совет даёт нам нидерландский нейропсихолог Андре Алеман.

## Об авторе
Андреас (Андре) Алеман родился в 1975 году в Нидерландах, в городе Лейдене. Окончил Утрехтский  университет. В 2001 году защитил диссертацию на тему: «Когнитивная нейропсихиатрия галлюцинаций при шизофрении: как мозг вводит себя в заблуждение». В 2006 году стал профессором Утрехтского университета. В 2011 году Алеман получил грант Vici от Нидерландской организации научных исследований (Nederlandse Organisatie voor Wetenschappelijk Onderzoek) и др. гранты на проведение исследований. Ныне является профессором Гронингенского университета.

## Отзывы
Наталья Кочеткова, литературный критик, кандидат филологических наук: 
«Все хотят жить долго, но никто не хочет быть старым — по мнению Андре Алемана, это одно из главных противоречий современного взрослого человека. Однако так ли страшна старость? На этот вопрос профессор когнитивной нейропсихологии попробовал ответить в научно-популярной книжке. Оказалось, что не очень страшна, но есть нюансы».
Нидерландский социолог, писатель Аарт Дж. Брук о книге Андре Алемана:
« По словам Алемана, мы не пассивная жертва нашего мозга. Есть „пространство для маневра“ для таких вещей, как независимое (целенаправленное) сознательное мышление и действие. В любом случае мы являемся остальной частью нашего тела, и, что наиболее важно, мы всегда люди среди других людей и постоянно находимся в сетях взаимозависимости. Мы социальные существа. Алеман заявляет- также в послесловии,- что это „имеет решающее значение для того, кто мы есть— нашей личности, нашей идентичности, того, что мы думаем или чувствуем“. Я полностью поддерживаю это, но Алеман позволил этому факту сыграть второстепенную роль в своей книге».
«Европейский журнал медицинской химии» 
(Том 222 , 15 октября 2021 г. , 113577): «Химические соединения, способные остановить дегенерацию нейронов при болезнях Альцгеймера, Паркинсона и других тяжелых патологиях головного мозга, синтезировали ученые Уральского федерального университета имени первого Президента России Б. Н. Ельцина (УрФУ). Исследование опубликовано в журнале European Journal of Medicinal Chemistry».